# OCN Romance Series
OCN Romance Series（韓語：OCN 로맨스 시리즈）是韓國有線頻道OCN自家製作電視劇的其中一個系列，逢星期一﹑二晚播映。

## 播出時間更動表
| 播出日期                     | 播出時間 (KST) | 長度   |
| ---------------------------- | -------------- | ------ |
| 2017年4月17日－2017年5月30日 | 21:00－22:00   | 60分鐘 |
| 2017年11月6日－2018年4月24日 | 21:00－22:00   | 60分鐘 |

## 電視劇列表

### 2017年
| 播放日期                      | 劇集名稱     | 集數 | 主演           | 編劇           | 導演   | 備註                                   |
| 2017年4月17日－ 2017年5月30日 | 焦急的羅曼史 | 13   | 宋枝恩、成勛   | 金荷娜、金永雲 | 姜哲宇 | 首部得到美國影視公司華納兄弟投資的韓劇 |
| 2017年11月6日－ 2017年12月5日 | Melo Holic   | 10   | 鄭允浩、景收真 | 朴秀勇         | 宋賢旭 | 改編自同名漫畫                         |

### 2018年
| 播放日期                      | 劇集名稱      | 集數 | 主演           | 編劇   | 導演   | 備註           |
| 2018年1月8日－ 2018年2月6日   | 操心          | 10   | 李正信、李烈音 | 朴加妍 | 閔延弘 | 改編自同名漫畫 |
| 2018年2月12日－ 2018年2月20日 | Short         | 4    | 姜泰伍、呂會鉉 | 金正愛 | 金英民 | 特別企劃       |
| 2018年3月5日－ 2018年4月24日  | 那個男人 吳秀 | 16   | 李宗泫、金昭誾 | 鄭宥善 | 南奇勳 | [ 6 ] [ 7 ]    |

## 相關連結
- KBS月火連續劇
- MBC月火連續劇
- SBS月火連續劇
- tvN月火連續劇
- JTBC月火連續劇
- ENA月火連續劇
- TV朝鲜月火连续剧（朝鲜语：TV조선 월화드라마）
- Channel A月火連續劇

## 外部連結
- 官方網站（页面存档备份，存于）